# 真木朝親
真木 朝親（まき ともちか）は、室町時代後期から戦国時代にかけての武将。尼子氏の家臣。石見国真木城主。

## 略歴
石見真木氏は石見の土豪。時期は不明だが尼子氏に仕える。
文明16年（1484年）、主君・尼子経久が、出雲国守護・京極政経により追放された際、朝親は居城である真木城に戻る。経久は、真木城に逃亡したといわれる。文明18年（1486年）、塩冶掃部介が城主となっていた月山富田城攻略のため経久に従い出陣する。富田城で毎年恒例の万歳が行われている内に奇襲を仕掛け、富田城を奪回。この功により朝親は経久の執事となった。